# Álvaro Núñez
Álvaro Adrián Núñez Moreira (ur. 11 maja 1973 w Riverze) – urugwajski piłkarz występujący na pozycji bramkarza.

## Kariera klubowa
Núñez karierę rozpoczynał w sezonie 1993 w zespole Fénix. W 1994 roku odszedł do Cerro, a w 1996 roku został graczem Rentistas. W tym samym roku awansował z nim z Segunda División do Primera División. W 1999 roku przeszedł do hiszpańskiej Numancii. W tamtejszej Primera División zadebiutował 22 sierpnia 1999 w wygranym 1:0 meczu z Realem Valladolid. W 2001 roku spadł z zespołem do Segunda División. W 2004 roku wrócił z nim na jeden sezon do Primera División, ale w 2005 roku ponownie spadł do Segunda División. W 2008 roku Núñez odszedł do CD Guadalajara z Segunda División B. W 2010 roku zakończył karierę.

## Kariera reprezentacyjna
W reprezentacji Urugwaju Núñez rozegrał jedno spotkanie (w 1999 roku). W tym samym roku został powołany do kadry na Copa América. Nie zagrał jednak na nim w żadnym spotkaniu, a Urugwaj zajął 2. miejsce w turnieju.